# 左棻
左棻（约253年—300年4月23日），也作左芬，字兰芝，西晋文学家左思之妹。相貌醜陋，才學出眾，年少即有才名。
泰始八年，武帝司马炎纳入後宫為脩儀。後來升為贵人，即妃嬪之中位號最尊貴的三妃之一。她很有文才，武帝另眼相待，每有重大事件，辄令作赋，恩赐甚多，并常与其谈论文学，對她十分尊重，但并不寵愛，因此她沒有子女。她擅长赋颂一类文体，为文宏丽，有司马相如之才。 
左棻一生写了大量的诗赋，据传，有文集四卷，惜已散失。今存赋五篇，诔、颂各二篇，赞十三篇，古诗二首，大都是应诏颂人咏物的作品。
曾作《啄木诗》、《感离诗》、《离思赋》等表达选入宫后的愁苦。

## 左棻墓志
【志阳】左棻，字兰芝，齐国临淄人，晋武帝贵人也。永康元年三月十八日薨。四月廿五日葬峻阳陵西徼道内。
【志阴】父熹，字彦雍，太原相、弋阳太守。兄思，字泰冲。兄子髦，字英髦。兄女芳，字惠芳。兄女媛，字纨素。兄子聪奇，字骠卿，奉贵人祭祠。嫂翟氏。

## 延伸阅读
[在维基数据编辑]
 《晉書/卷031》，出自房玄齡《晉書》